# 洪丕正
洪丕正 ，BBS，JP（1965年—），香港銀行家，現任渣打集團國際業務行政總裁、金融發展局主席，曾任渣打集團亞洲區行政總裁、大中華及北亞地區行政總裁及渣打銀行（香港）行政總裁。

## 生平
洪丕正早年就讀拔萃男書院，後來前往外國留學，先後從華盛頓大學取得工商管理文學學士和從多倫多大學取得工商管理碩士。1992年加入渣打，於企業、商業及零售銀行的業務範疇擔任多個重要職位。洪丕正曾於海外地區包括英國及加拿大工作，擁有豐富的國際銀行經驗。
洪先生現任香港銀行同業結算有限公司主席，並為香港交易所風險管理委員會成員。洪先生亦是香港銀行公會副主席、金融發展局委員和香港機場管理局董事會成員兼審計委員會及財務委員會主席。洪先生亦獲委任為外匯基金諮詢委員會成員、可持續發展委員會及擔任香港大學校董會的成員。
洪丕正是香港公益金董事，亦是推動本港企業社會責任的非牟利組織社商賢匯的前任主席。
2025年1月，身為渣打集團國際業務總裁的洪丕正獲委任為金融發展局主席，接替即將卸任的李律仁。洪丕正的任期兩年，同年1月17日起生效。

## 公職 (成員)
- 香港大學校務委員會委員
- 香港科技大學商學院顧問委員會成員
- 2013年 金融發展局
- 香港機場管理局
- 醫院管理局
- 保險業咨詢委員會
- 香港交易所風險管理委員會及外匯基金諮詢委員會
- 香港公益金

## 外部連結
- （页面存档备份，存于）